# São José do Calçado
São José do Calçado é um município brasileiro do estado do Espírito Santo. Sua população estimada em 2004 era de 10.621 habitantes.

## História

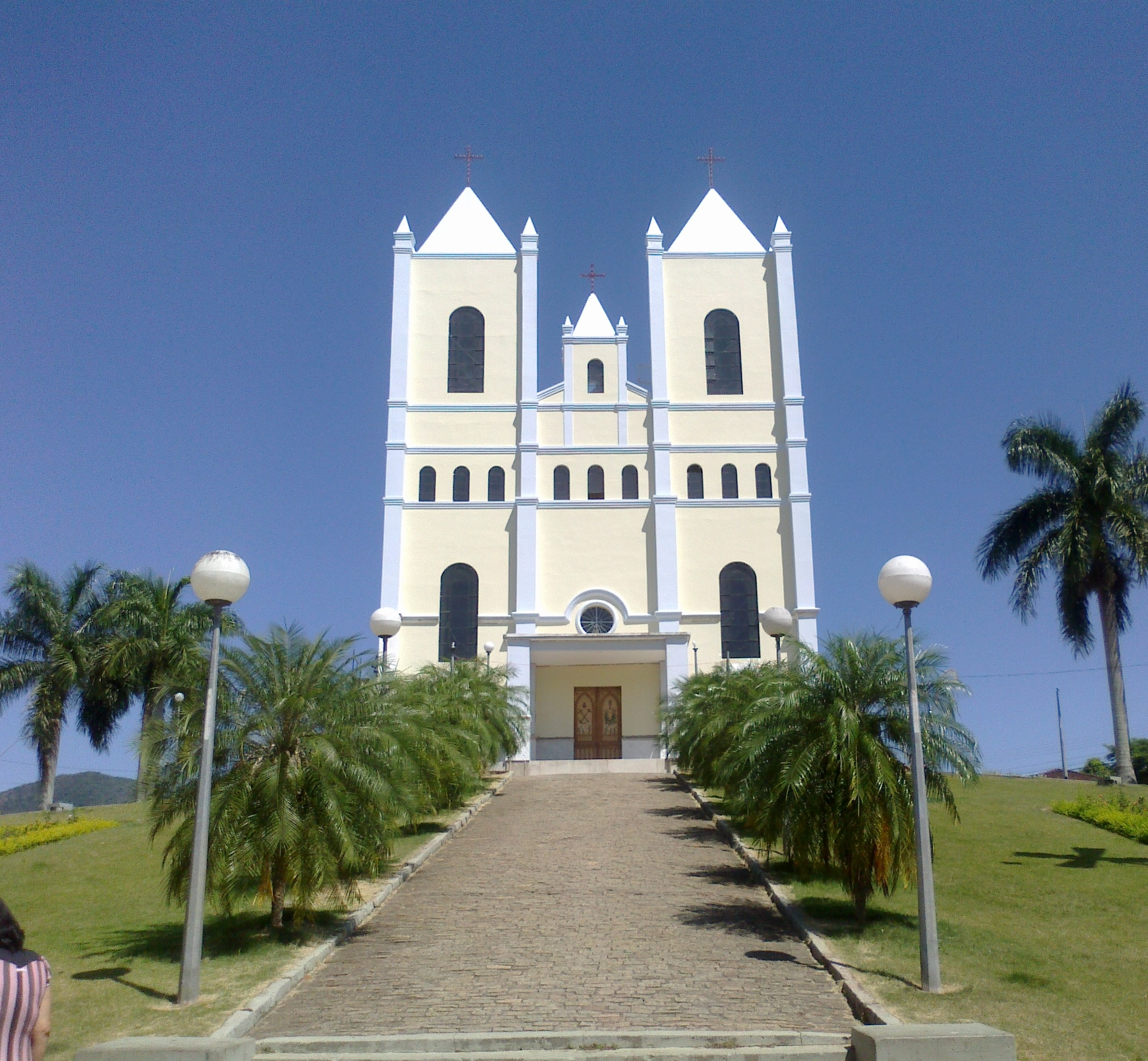
Igreja Matriz de São José do Calçado, na Praça Pedro Vieira

A verdadeira história do nome da cidade se refere ao rio que a corta, que tem suas margens calçadas de pedras. Assim como Bom Jesus do Itabapoana, Cachoeiro de Itapemirim, e centenas de outras cidades levam no seu nome o rio que a corta.

### Desbravando a história
Desbravando a mataria inóspita, na ânsia de conquista do desconhecido no seio da floresta secular, Marciano Lucio e o caboclo Valério, os bandeirantes intrépidos que vieram edificar o marco de uma futura civilização, abriram com o fio de aço de seus,machados, o primeiro espaço que o sol aproveitou para o seu primeiro beijo á terra virgem que, antes, somente podia espreitar através da ramagem espessa das suas árvores gigantescas.
O casebre rústico que lhes dava teto amigo tinha a protegê-lo uma pequenina ermida de palha e taipa que esses dois abnegados ergueram ao lado de suas palhoças e onde num altar tosco puseram a figura do padroeiro de suas crenças - São José - com o fervor evangelizador de um ideal.
Foi assim que da imaginação aventureira de dois brasileiros gerou a hoje prospera e bonita cidade de São José do Calçado.
Deixando o planalto de "Fazenda Velha", ótimo local para uma cidade, os, dois solitários sertanejos subiram as ladeiras ásperas da vertente leste da Serra do Jaspe e no alto das suas cercanias assentaram a sua tenda, como se ' procurassem a vizinhança das nuvens na crença fervorosa de ficarem mais junto ao Criador.
Como sempre, vinham os destemidos descendentes de Catarina Paraguaçu e Marcílio Dias abrir e fecundar a terra alheia, por isso que, os senhores feudais da época, mesmo habitando as Minas Gerais, de lá estendiam os seus domínios à terra capixaba que lhes seria futuro mealheiro para suas abastanças.
José Dutra Nicácio era o senhor das vertentes de São José do Calçado e, numa extensão infinita de léguas exerciam ainda o seu poderio, outros mineiros que de lá das Alterosas Montanhas sonharam a fundação de uma fecunda e alvissareira povoação: Fernandes Dutra, José Francisco Furtado de Mello, Bento José Furtado, Manuel Basílio de Sousa, José Lino da Silveira, Dr. Honório da Fonseca e Castro.
Conquistado ao domínio das feras o ínvio sertão, foram chegando, já destemidos, outros colonos, animando, com a sua presença aqueles que traçaram a epopeia da coragem e do destemor: Antônio Lúcio de Sousa, ferreiro, e Vicente Ferreira de Sousa e sua companheira Justina de Sousa.
Quando em 1869 Filipe Dinis Poubel, vindo da colônia suíça de Friburgo, ali chegou, somente quatro casebres existiam: o de Valério, o de Marciano Lúcio, o do ferreiro Antônio Lúcio e o de Vicente Ferreira.
Seu pai, o suíço Francisco (François) Poubel que veio para o Brasil em 1818, fez parte da guarda do Imperador Pedro I ao tempo da Independência.
O suprimento de mercadorias para os primeiros habitantes era feito por intermédio do Porto das Caixas e, posteriormente pelo de Limeira, sobre o rio Itabapoana, pouco abaixo da estação de Santo Eduardo, vindo em canoas, da barra até ali e depois em lombo de alimarias; até a pequena sede, encravada no meio da selva.
Solidários no isolamento, viviam os primitivos habitantes, só tendo por companhia o silencio, a sombra das matarias espessas e a cumplicidade soturna do azul escuro das encostas íngremes de suas pedreiras.

### A origem do nome de São José do Calçado
Conta a lenda da terra que o nome de São José do Calçado proveio do fato de haverem adquirido na Corte, com o sacrifício de uma viagem penosa e prolongada, uma pequena imagem do Santo de sua devoção, tendo em seus sagrados pés justapostas, umas pequenas sandálias que vieram causar espanto ao principio de devoção daqueles espíritos dóceis, que só podiam compreender um Santo descalço. Venerando a imagem como a representação do Pai Adotivo do Criador, aceitaram-na contritos.
Com a abertura de novos núcleos e colonização que os proprietários vizinhos mandavam abrir pelos seus escravos, remetidos sob o jugo de feitores perversos das longínquas terras onde moravam e, erigidas outras tantas capelas rústicas, distinguia-se a primeira delas com o nome São José do Calçado como característica principal, daí perpetuando-se essa tradição que se corporizou, transformando-se em São José do Calçado, seu nome atual.
Assim, numa área doada pelo coronel José Dutra Nicácio foi implantado, em 7 de novembro de 1855, o marco que deu início à povoação.
Antes de se tornar independente e constituir-se em município, em 15 de março de 1891, o povoado tornou-se distrito (16 de novembro de 1871), vila (11 de novembro de 1890, desligando-se de Cachoeiro de Itapemirim), cidade e comarca, pertencendo a vários municípios.

## Distritos
- Airituba;
- Alto Calçado;
- Divino Espírito Santo.